# (5483) Cherkashin
(5483) Cherkashin es un asteroide perteneciente al cinturón de asteroides, descubierto el 17 de octubre de 1990 por la astrónoma soviética Liudmila Chernyj desde el Observatorio Astrofísico de Crimea (República de Crimea), Rusia).

## Designación y nombre
Designado provisionalmente como 1990 UQ11. Fue nombrado Cherkashin en honor al historiador ruso Andréi Andréievich Cherkashin.